# Коробейниково (Усть-Пристанский район)
Коробе́йниково — село в Усть-Пристанском районе Алтайском крае России.

## География
Расположено на трассе Алейск — Петропавловское — Бийск. В селе расположен Богородице-Казанский (Коробейниковский) мужской монастырь при храме, построенном в 1904 году.

## История
Учёный краевед Ю. С. Булыгин в своих работах указывает датой основания села 1778 год. А впервые село Коробейниково упоминается в переписи 1780 в году под названием Усть-Каменный Лог.
В 1795 году сотник Иван Иванов по указу императрицы переименовал Усть-Каменный Лог в Усть-Каменный Исток. До 1917 года село носило это называние и входило в состав Нижне-Чарышской волости.
В начале XX века в селе установлено почтовое отделение названное Коробейниково, которое и дало новое название селу. К этому времени в селе помимо почты уже существовало четыре маслодельных завода и четыре отделения к ним, приёмный покой для больных, частная аптека, казённая винная лавка, ветряная и мукомольная мельница.

Существовало 2 селения, "Каменный исток", основанный в 1778м году (ГААК 169-1-220 стр 304) и "Усть-каменный лог", основанный в 1780м (ГААК 169-1-231 стр 322/307).
К ревизии 1795го они слились в одно селение "Каменный исток" (ГААК 169-1-811 стр 47).

## Население
| 1904  | 1926  | 1997  | 1998  | 1999  | 2000  | 2001  | 2002  | 2003  | 2004  |
| ----- | ----- | ----- | ----- | ----- | ----- | ----- | ----- | ----- | ----- |
| 5482  | ↗8518 | ↘1729 | ↘1711 | ↘1658 | ↗1670 | ↘1619 | ↘1555 | ↘1542 | ↘1504 |
| 2005  | 2006  | 2007  | 2008  | 2009  | 2010  | 2011  | 2012  | 2013  | 2014  |
| ↘1463 | ↘1436 | ↘1401 | ↘1387 | ↘1232 | ↘1189 | ↘1181 | ↘1164 | ↘1134 | ↘1116 |
| 2015  | 2016  | 2017  | 2018  | 2019  | 2020  | 2021  |       |       |       |
| ↘1082 | ↘1060 | ↘1053 | ↘1040 | ↘998  | ↘984  | ↘973  |       |       |       |

По переписи 1904 года в селе проживало 2717 мужчин и 2765 женщин.